# لوله (نهبندان)
لوله یا کوه لوله روستایی در دهستان بندان بخش مرکزی شهرستان نهبندان استان خراسان جنوبی ایران است. بر پایه سرشماری عمومی نفوس و مسکن در سال ۱۳۹۰ جمعیت این روستا ۱۱۴ نفر (در ۳۴ خانوار) بوده است.